# Vilalba (kommunhuvudort)
Vilalba är en kommunhuvudort i Spanien.   Den ligger i provinsen Provincia de Lugo och regionen Galicien, i den nordvästra delen av landet, 500 km nordväst om huvudstaden Madrid. Vilalba ligger 478 meter över havet och antalet invånare är 15 437.
Terrängen runt Vilalba är platt. Runt Vilalba är det ganska glesbefolkat, med 36 invånare per kvadratkilometer. Vilalba är det största samhället i trakten. Omgivningarna runt Vilalba är en mosaik av jordbruksmark och naturlig växtlighet.